# Мостоукладальник
Мостоукладальник — узагальнена назва спеціалізованої бойової інженерної техніки на гусеничній або колісній базі, основним призначенням якої є транспортування, установка та зняття шляхом спеціальних механізмів мостових конструкцій (пролітної будови з проміжною опорою або без неї) у бойових умовах з метою забезпечення безперешкодного подолання броньованою та іншою військовою технікою водних перешкод, протитанкових ровів, ярів тощо.

## Призначення
Мостоукладальники поділяються на такі, що забезпечують просування танків на полі бою (танкові мостоукладальники) та такі, що входять до комплекту механізованих мостів. Перші мають броньоване гусеничне шасі та оснащені пристроями, що дозволяють виконувати усі робочі операції без виходу екіпажу з машини.
Другі монтуються на колісному або гусеничному шасі; декілька таких мостоукладальників, послідовно встановлюють на перешкоду мостові конструкції та зводять багатопролітний міст. Пролітні складові мостоукладальників виконуються складними та нескладними, колійними та суцільними. Довжина нескладаних пролітних ферм — 10-14 метрів, складаних (по типу «ножиць») — до 20 метрів й більше. Існують мостоукладальники, котрі можуть використовуватися в ролі проміжної опори мосту й при його зведенні розташовуються на дні перешкоди. Зняття мостових конструкцій з перешкоди при розборі мостів мостоукладальники можуть провадити як з вихідного, так й з протилежного берегу.
Гусеничні та колісні мостоукладальники перебувають на озброєнні інженерних військ багатьох зарубіжних арміях. Ці машини, як правило створюються на базі танків, важких транспортних засобів та іншої техніки, здатної перевозити та встановлювати конструкції мосту. На озброєнні мостоукладальники можуть мати 1-2 кулемети.

## Галерея

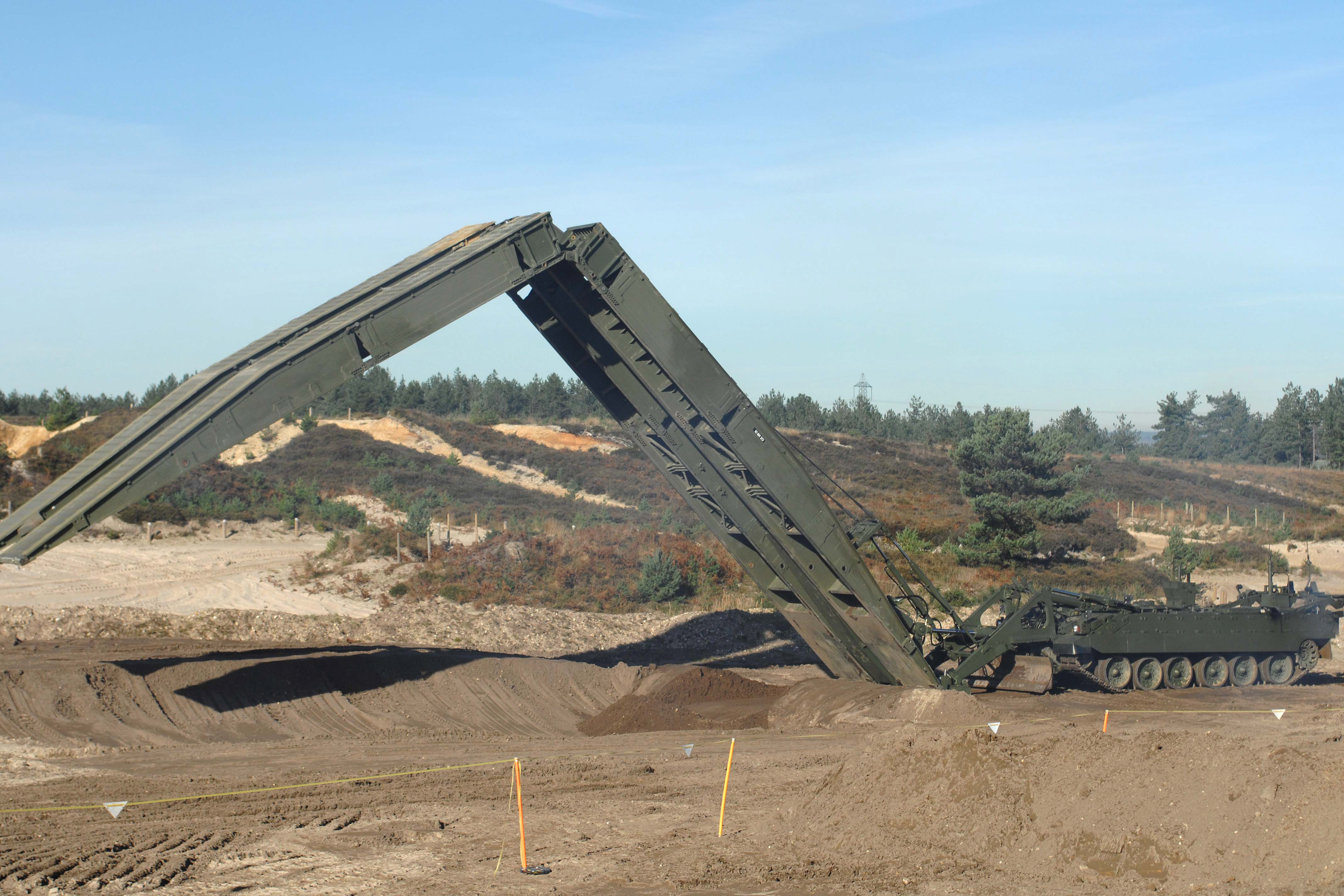
Британський важкий гусеничний танковий мостоукладальник «Титан»
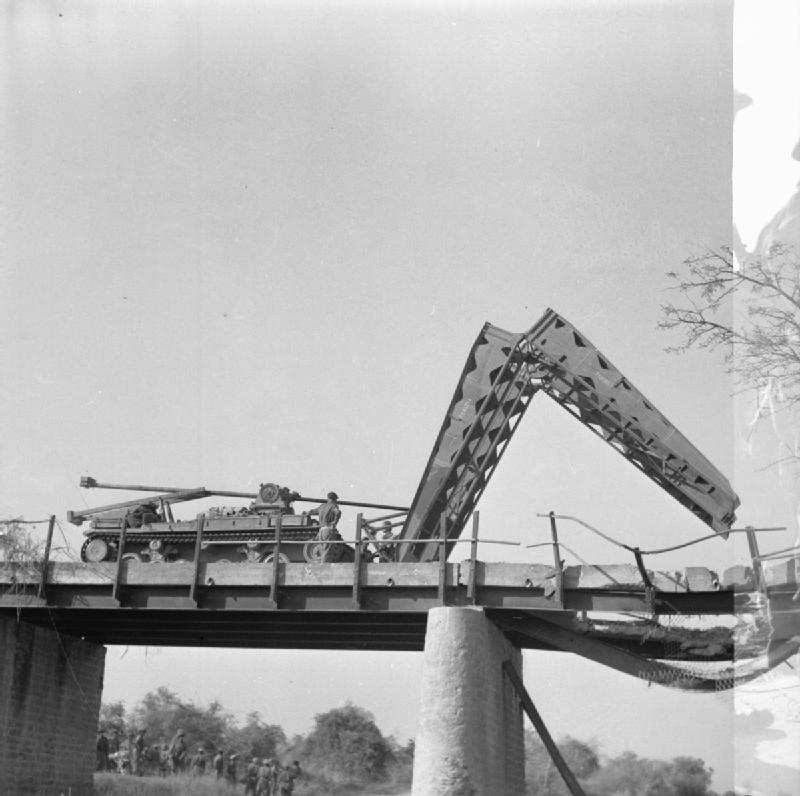
Танковий мостоукладальник на базі британського піхотного танку «Валентайн» встановлює міст поверх пошкодженого мосту через річку. Бірма. 28 березня 1945
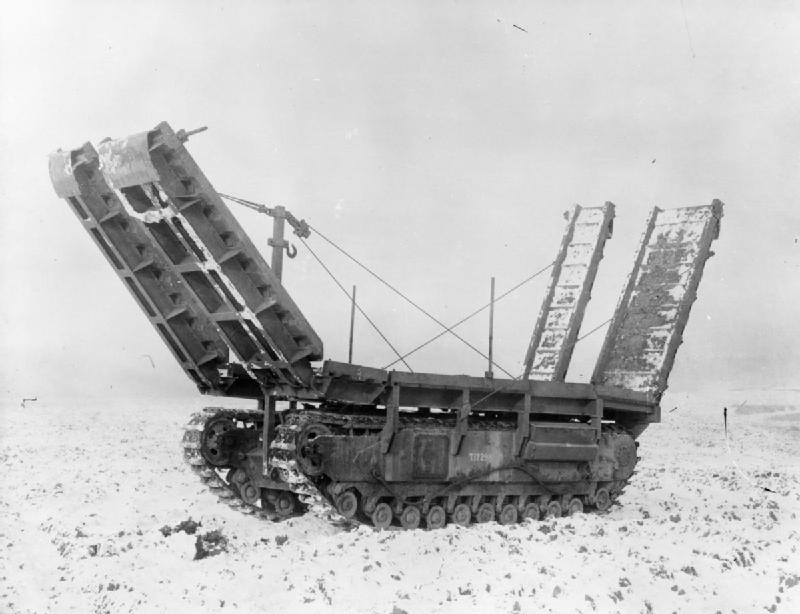
Британський танковий мостоукладальник на базі британського піхотного танку «Черчілль»
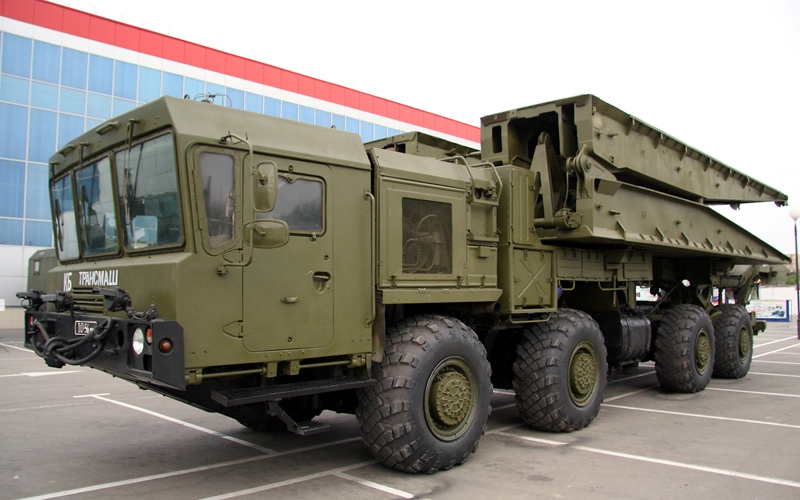
Радянський/російський важкий механізований міст ТММ-6. 4 червня 2009
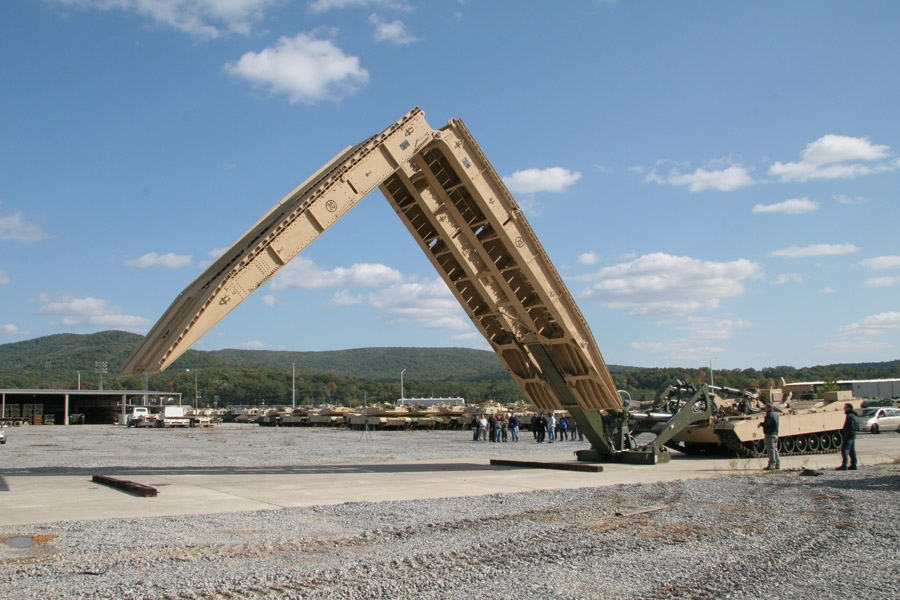
Американський важкий танковий мостоукладальник на базі основного бойового танку «Абрамс». 24 липня 2008
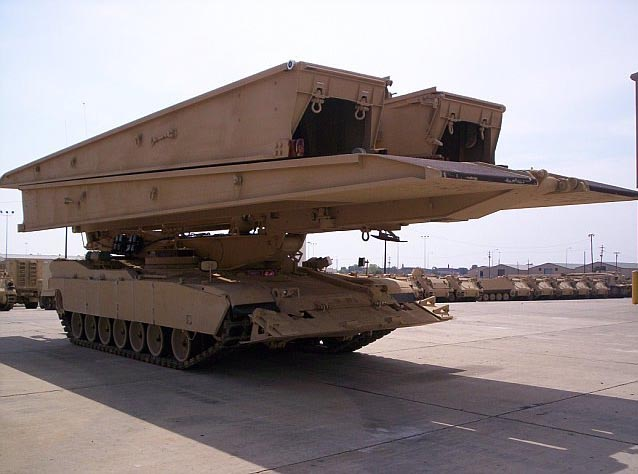
Американська M104 «Волверін»
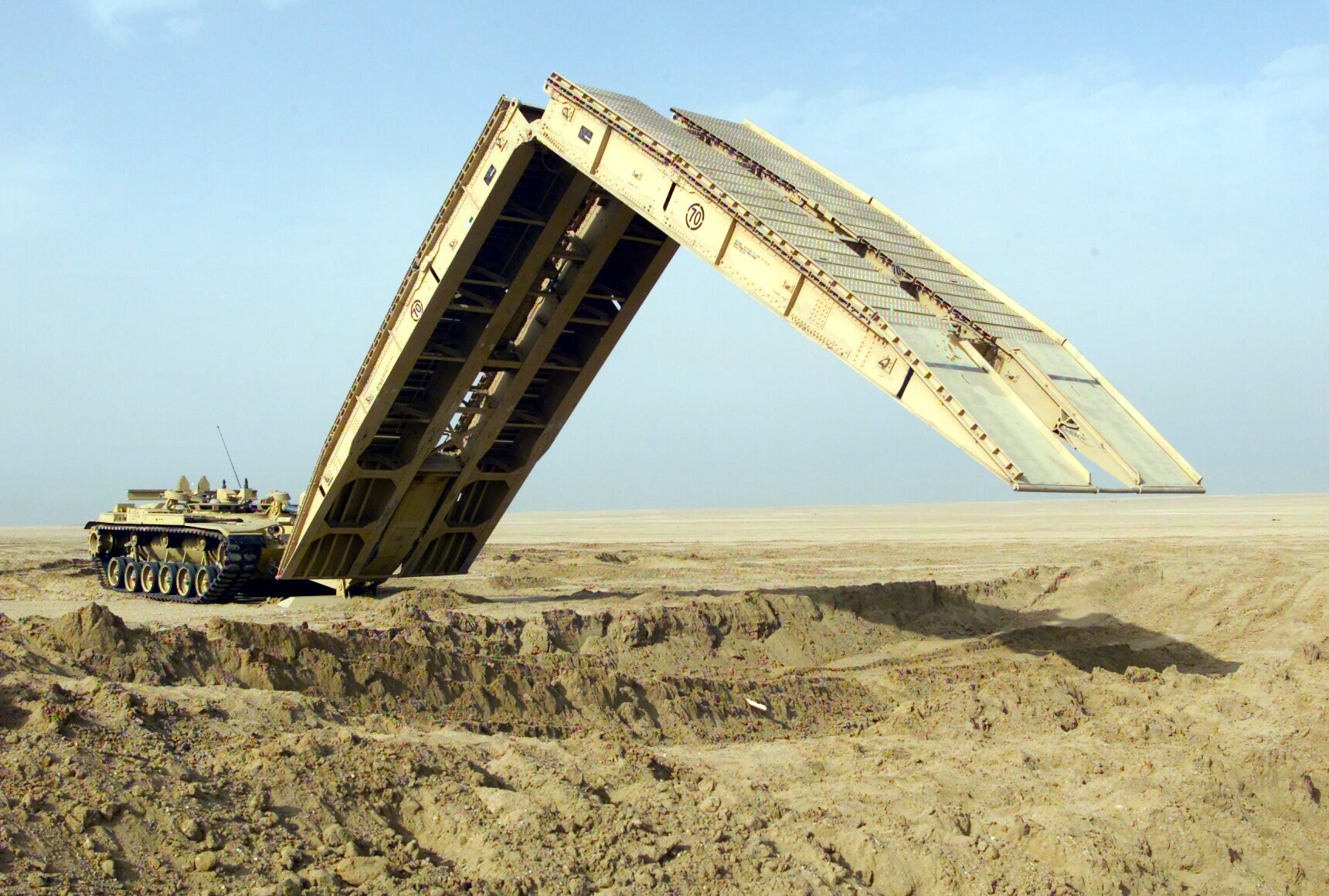
Американський танковий мостоукладальник M60 AVLB
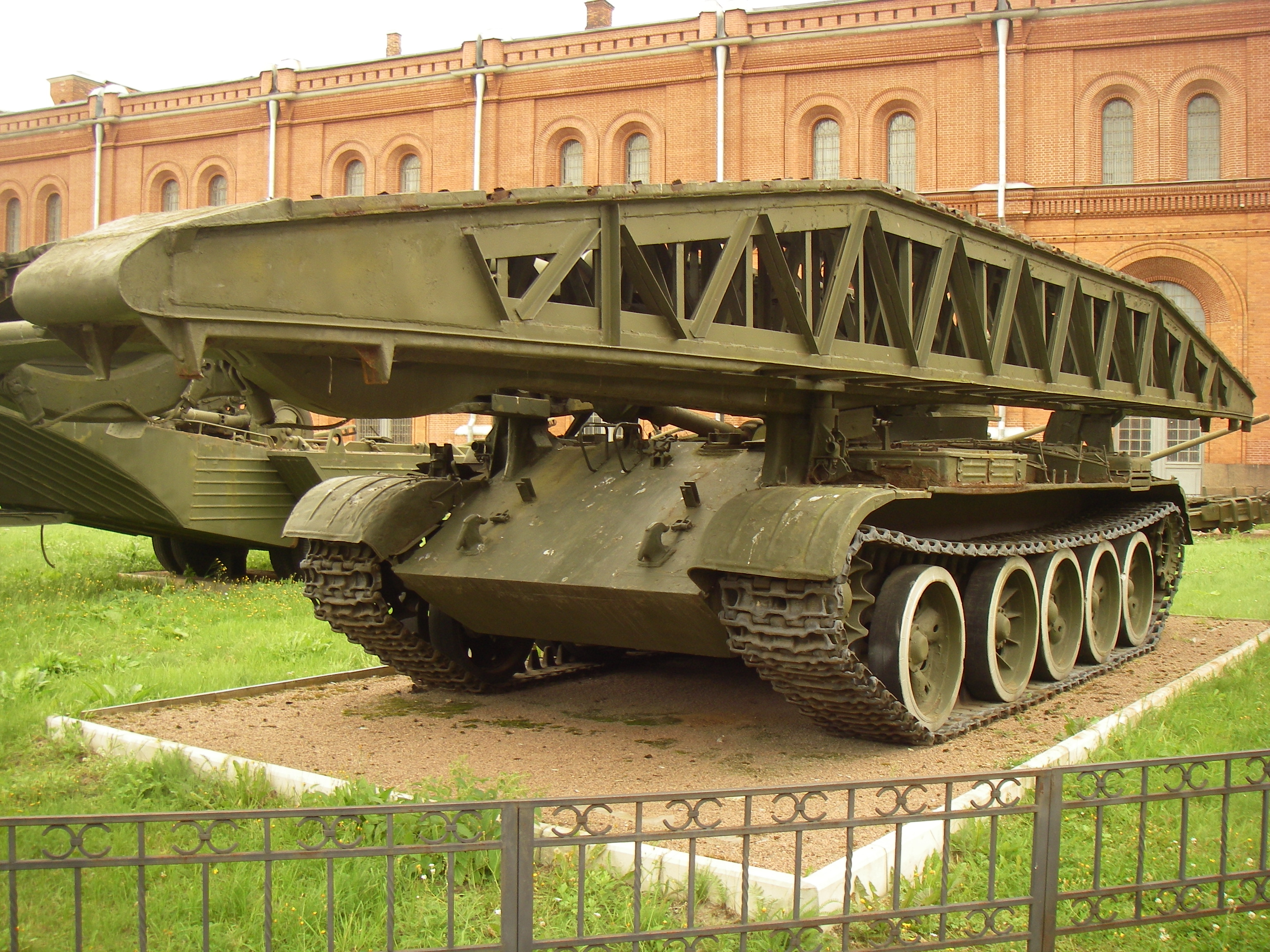
Радянський танковий мостоукладальник МТУ-90 — один з перших серійних зразків

## Відео
- Военный мостоукладчик [Архівовано 5 серпня 2015 у Wayback Machine.]
- МТУ-90М Модернизированный мостоукладчик танковый универсальный [Архівовано 4 листопада 2014 у Wayback Machine.]